# Liste der Bodendenkmäler in Blaibach
Auf dieser Seite sind die Bodendenkmäler in der Oberpfälzer Gemeinde Blaibach zusammengestellt. Diese Tabelle ist eine Teilliste der Liste der Bodendenkmäler in Bayern. Grundlage ist die Bayerische Denkmalliste, die auf Basis des Bayerischen Denkmalschutzgesetzes vom 1. Oktober 1973 erstmals erstellt wurde und seither durch das Bayerische Landesamt für Denkmalpflege geführt wird. Die folgenden Angaben ersetzen nicht die rechtsverbindliche Auskunft der Denkmalschutzbehörde.

## Bodendenkmäler der Gemeinde Blaibach

### Bodendenkmäler im Gemeindeteil Blaibach
| Lage                | Objekt | Akten-Nr.     | Bild |
| ------------------- | --- | ------------- | ---- |
| Blaibach (Standort) | Grabhügel vorgeschichtlicher Zeitstellung. | D-3-6842-0006 |      |
| Blaibach (Standort) | Archäologische Befunde des Mittelalters und der frühen Neuzeit im Bereich des ehemaligen Schlosses von Blaibach.                                                                                  | D-3-6842-0023 |      |
| Blaibach (Standort) | Archäologische Befunde des Mittelalters und der frühen Neuzeit im Bereich der katholischen Pfarrkirche St. Elisabeth in Blaibach, darunter die Spuren von Vorgängerbauten bzw. älterer Bauphasen. | D-3-6842-0024 |      |
| Blaibach (Standort) | Siedlung vor- und frühgeschichtlicher Zeitstellung. | D-3-6842-0032 |      |